# 鐵男根祭
鐵男根祭（日语：かなまら祭）是日本神奈川縣川崎市的傳統祭祀，可追溯至17世紀，祭祀一位名叫「鐵男根」的大神，活動於每年四月的第一個週日舉行，神社會放出不同色彩及大小的陽具，讓人摸拜。当地居民相信灵神可带来子孙，增強性能力与转运。
神奈川縣是途徑東京至京都的必經之地。約17世紀時，由於東海道五十三次設有川崎宿，當地色情產業興盛，青樓女子期昐生意興隆，免除性病，期昐金山神社的「鐵男根」祝福。時而勢易，「鐵男根」成為子女、分娩、或走「桃花運」的守護神。祭祀時，遊人會騎在巨型粉紅色木陽具上，攤檔也會出售護身符、祈禱木牌，以至外形如男女性器的糖果，讓人舔啜。

## 圖片

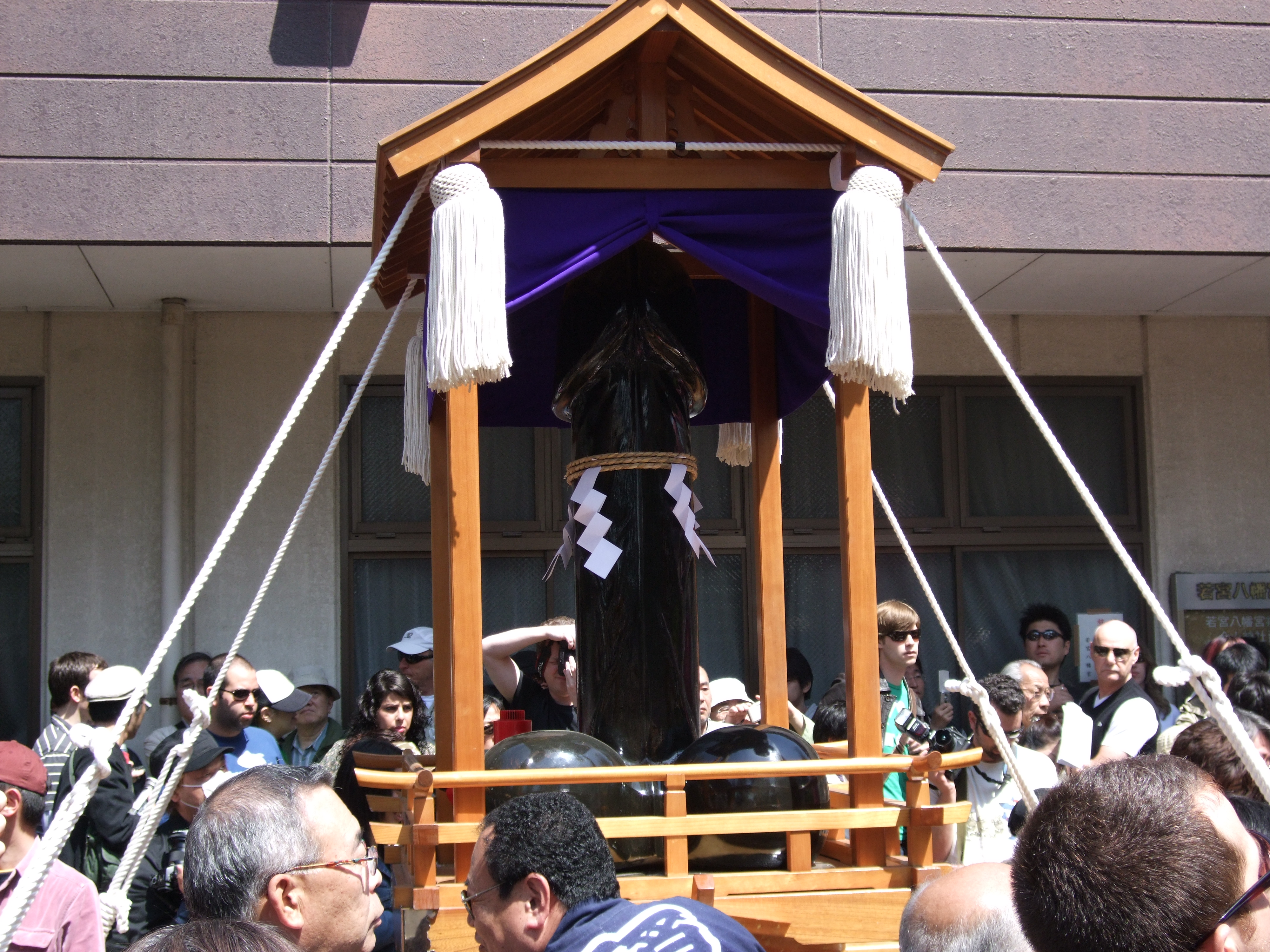
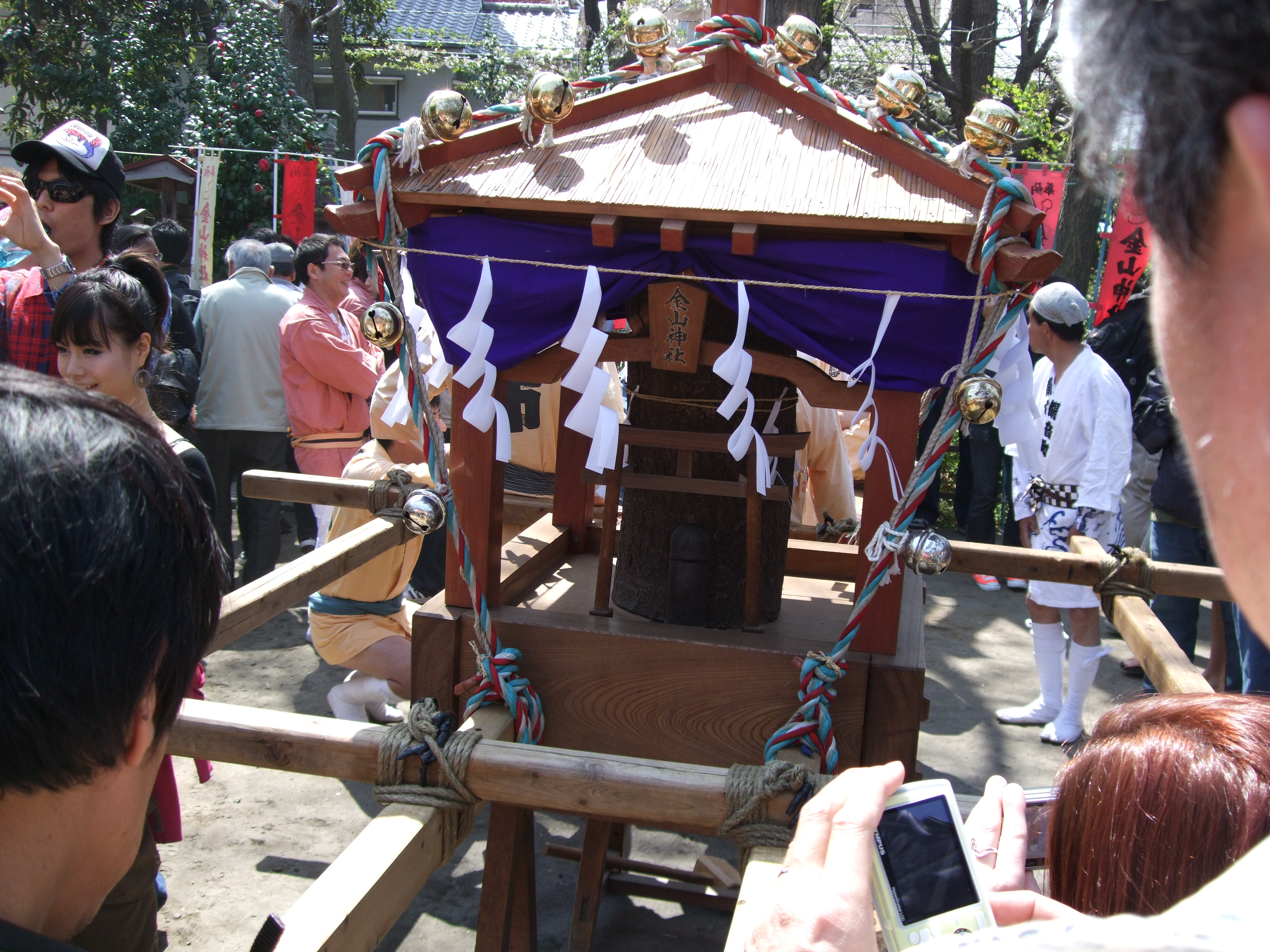
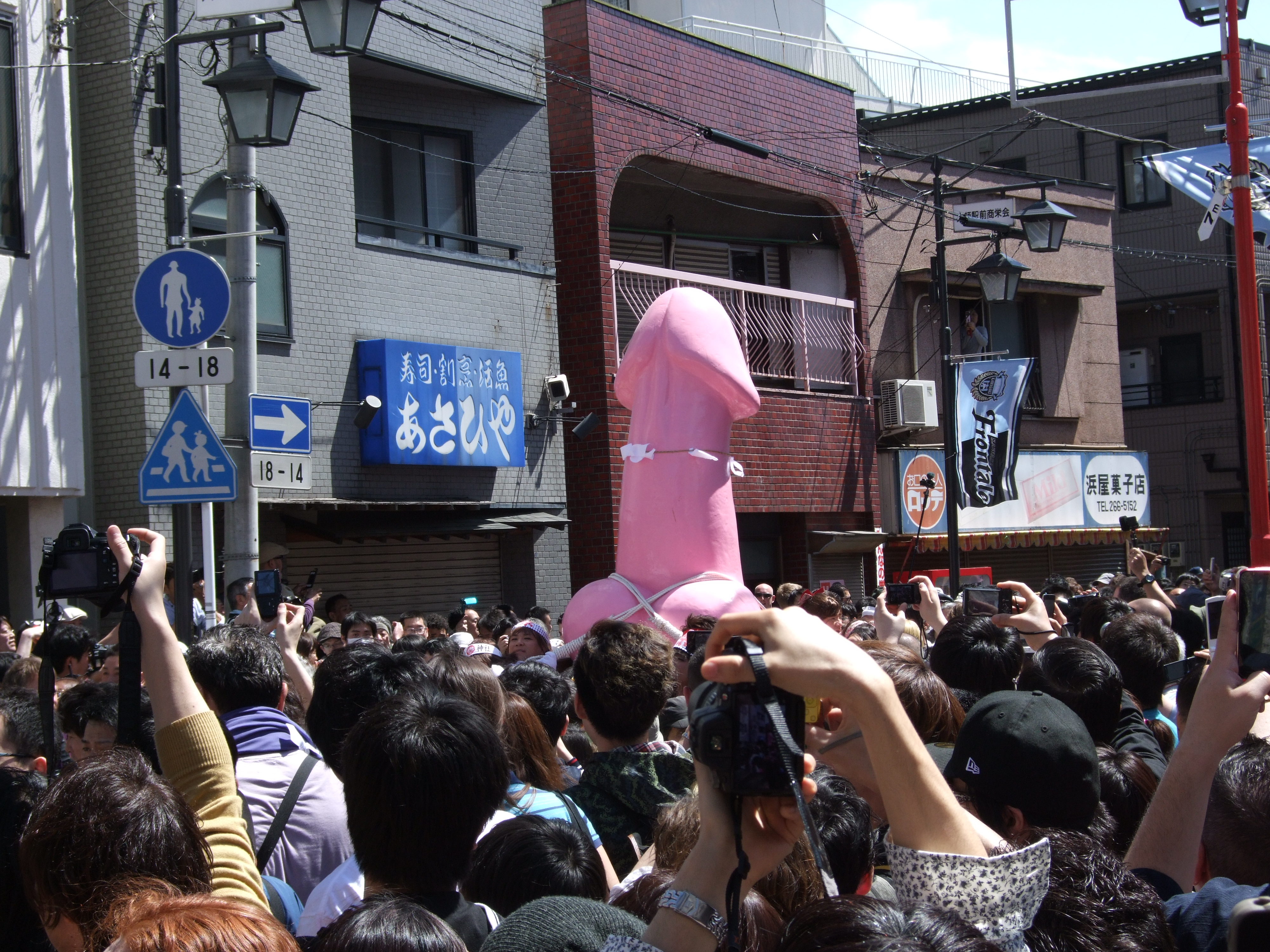
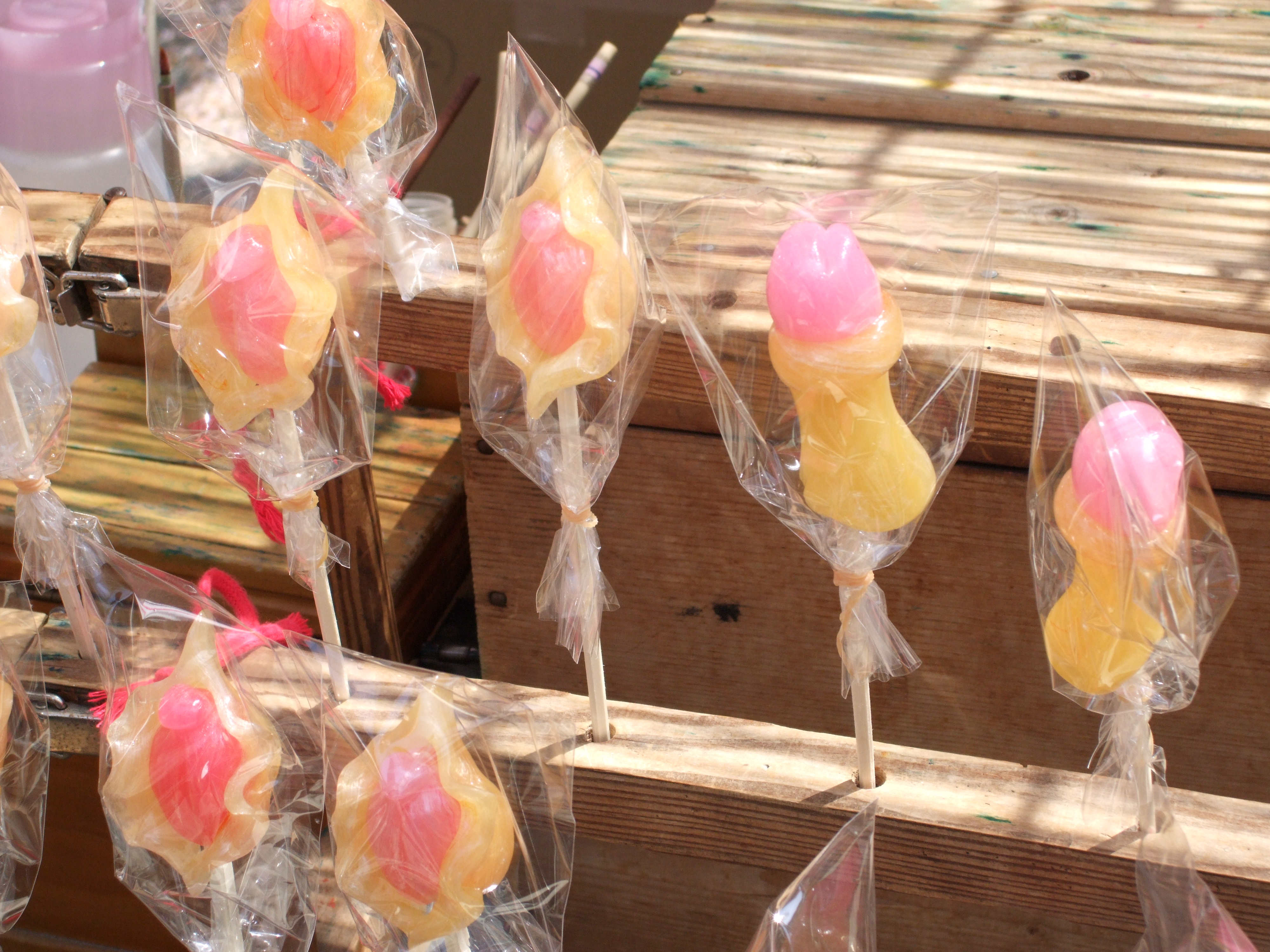

## 參看
- 大屌
- 性崇拜

## 外部連結
1. ↑  .   [2018-06-08]. （原始内容存档于2021-05-06）.
2. ↑  .   [2018-06-08]. （原始内容存档于2020-10-01）.